# Vũ Duệ
Vũ Duệ (chữ Hán: 武睿, 1468-1522), vốn tên là Vũ Nghĩa Chi, sau vua Lê Thánh Tông cho đổi tên là Vũ Duệ; là danh thần nhà Lê sơ trong lịch sử Việt Nam.

## Tiểu sử
Ông là người làng Trình Xá (Kẻ Chịnh), huyện Sơn Vi, trấn Sơn Tây (nay thuộc làng Trình Xá, xã Vĩnh Lại, huyện Lâm Thao, tỉnh Phú Thọ). Thưở nhỏ ông nổi tiếng thông minh, đối đáp lưu loát, 7 tuổi đã đọc thông, viết thạo và đã biết làm thơ, người đương thời thường gọi ông là "Thất Tuế Thần Đồng". Khoa Canh Tuất, niên hiệu Hồng Đức thứ 21 (1490) dưới thời vua Lê Thánh Tông, ông thi đỗ Trạng nguyên lúc 22 tuổi, cùng khoa với Ngô Hoán (đỗ Bảng nhãn) và Lưu Thư Ngạn (đỗ Thám hoa).
Đời vua Lê Hiến Tông, ông giữ chức Tản trị thừa tuyên sứ ty, tham chính xứ Hải Dương.
Năm 1520 đời vua Lê Chiêu Tông, ông giữ chức Lại bộ Thượng thư kiêm Đông các Đại học sĩ nhập thị Kinh diên, hàm Thiếu bảo, tước Trình Khê hầụ, và được ban phong là Trinh ý công thần.
Tháng 4 năm 1521, ông nhận lệnh soạn bi ký khoa thi năm Giáp Tuất, Hồng Thuận thứ 6 (1514) .
Tháng 8 năm Quang Thiệu thứ 7 (1522), Mạc Đăng Dung lập hoàng đệ Lê Xuân lên làm vua, tức là Lê Cung Hoàng. Theo Khâm định Việt sử thông giám cương mục, khảo cứu thêm trong Trung Hưng tiết nghĩa lục và Đăng khoa lục, thì tháng 10 năm đó, Vũ Duệ cùng với Lại bộ thượng thư Ngô Hoán và môn đồ là Nguyễn Mẫn Đốc thống suất hương binh đi theo vua Lê Chiêu Tông, nhưng đến Thanh Hóa thì đứt liên lạc, không biết vua ở đâu. Sau đó, họ hướng về lăng tẩm nhà Hậu Lê ở Lam Sơn (Thanh Hóa) bái vọng, rồi tự vẫn cả .
Sách Văn học thế kỷ XV-XVII ghi Vũ Duệ uống thuốc độc tự tử . Song theo thông tin trên báo điện tử Phú Thọ thì ông và ông Nguyễn Mẫn Đốc đều lao đầu vào đá tự vẫn.

## Tưởng nhớ
Sau khi dẹp xong nhà Mạc, năm Bính Ngọ (1666) đời vua Lê Huyền Tông, triều đình bàn luận công lao, xếp ông Vũ Duệ đứng đầu trong số 13 người công thần tử tiết. Sau đó, di cốt ông được đem từ Thanh Hóa về quê hương Trình Xá mai táng.
Đền thờ Trạng nguyên Vũ Duệ đầu tiên làm ngay trên mộ của ông phía ngoài đê bên dòng sông Hồng nằm ở đầu làng Trình Xá. Ở cổng đền có ghi 3 chữ "Tiết nghĩa từ", và ở hậu cung có bức hoành phí đề 4 chữ "Vương thất huân lao", đều do vua Lê Huyền Tông ban. Đồng thời, ông cũng được sắc phong là "Thượng đẳng phúc thần".Được dân làng Trình Xá tôn làm thành hoàng làng. Lễ tế chính được tổ chức vào ngày 16 tháng 8 (âm lịch) hàng năm, ngày mất của ông.
Hiện nay có một con phố nằm ở phường Nông Trang, TP Việt Trì, Phú Thọ được đặt theo tên của ông. Con phố này kéo dài từ đường Nguyễn Du đến đường Tản Viên.
Bên cạnh đó thị trấn Lâm Thao cũng có một con phố mang tên Vũ Duệ.

## Tác phẩm
Vũ Duệ còn là nhà Lý học hàng đầu của An Nam thời bấy giờ, cụ được Sứ giả nhà Thanh đầu niên hiệu Khang Hy, năm Chính Hòa thứ tư (1683) là Chu Sán, dâng biểu lên triều đình nhà Thanh tự chua rằng: Nhân vật nước này, về phần lý học có Trình Tuyền, Vũ Duệ, Nguyễn Đăng Cảo và Hồ Sĩ Dương; về phần kinh tế (kinh bang tế thế - Giúp nước cứu đời) có Mạc Đĩnh Chi, Nguyễn Trung Ngạn, Nguyễn Trãi, Lương Thế Vinh; còn về phần văn học có khá nhiều". Như vậy tên tuổi của cụ vượt ra ngoài của nước Việt và được nhà Thanh rất coi trọng.
Tác phẩm của cụ Vũ Duệ hiện còn bài văn bia soạn năm 1521 cho kỳ thi năm 1514 tại Văn miếu Quốc tử giám (Bia số 6), hai bài thơ chép trên bia đá tại Lam Kinh khu lăng mộ Hoàng thái hậu Ngô Thị Ngọc Dao và bảy bài thơ chữ Hán chép trong Toàn Việt thi lục. Dưới đây là bài thơ "tiêu biểu nhất cho tâm sự của tác giả mang đậm dấu ấn thời đại" .
| Phiên âm Hán-Việt: Hạnh giá Bảo Châu cảm tác Ỹ nỹ tinh kỳ quải tịch dương, Lưỡng cung phiếm phiếm giá phi hoàng. Hàm tê chiến sĩ yên giang thượng, Phục trãi trung thần tử đạo bàng. Vạn lý ẩn thanh lâm hữu đạo, Tam quân loát huệ thác vô lương. Thăng Long tự cổ hưng vương địa, Hà bất thư hùng quyết nhất trường. | Dịch nghĩa: Vua chạy ra Bảo Châu, cảm động làm thơ Cờ quạt lướt thướt trong ánh chiều tà, Vua cùng Thái hậu lênh đênh trên chiếc thuyền chạy vội. Chiến sĩ áo da tê giác đóng lỳ trên sông, Trung thần đội mũ sừng trãi chết bên vệ đường. Khắp muôn dặm trộm cướp ẩn náu trong rừng, Ba quân hết lương phải ngắt từng bông lúa trên ruộng. Thăng Long từ xưa vốn là đất hưng vương, Sao không quyết một trận sống mái với quân gây loạn. |

## Sách tham khảo
- Ngô Sĩ Liên, Đại Việt Sử Ký Bản Kỷ Thực Lục (bản điện tử).
- Nguyễn Q. Thắng- Nguyễn Bá Thế, Từ điển nhân vật lịch sử Việt Nam. Nhà xuất bản Khoa học xã hội, 1992.
- Trần Thị Băng Thanh (chủ biên), Văn học thế kỷ XV-XVII. Nhà xuất bản Khoa học xã hội, 2004.